# Patrouillenapparat

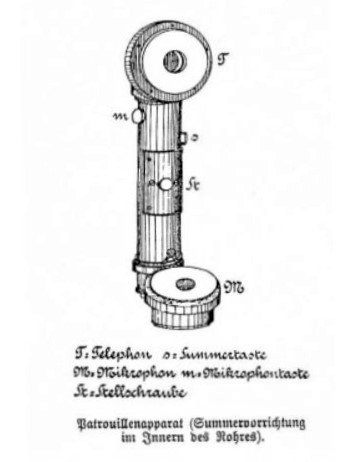
Zeichnung eines Patrouillen-Apparates

Der Patrouillenapparat war ein 1896 in der Deutschen Armee eingeführter Fernsprech- und Summerapparat, der die anderen damals bekannten Fernsprecher an Handlichkeit, Brauchbarkeit und guter Transportfähigkeit übertraf.

## Beschreibung
Das Gerät hatte die Form eines Handapparats mit einem dicken Griffrohr aus Aluminium, in welchem, durch einen abschraubbaren Deckel zugänglich, der Summer gelagert war. An dem Griffrohr waren oben der Apparatfernhörer, unten das Mikrofon, die Leitungsklemmen und das Batteriekabel und an den Seiten die weiße Summertaste und die schwarze Mikrofontaste angebracht. Das an den Griff heranklappbare Mikrofongehäuse enthielt ein Kohlengrusmikrofon, das, von einem Seidenbeutel eingeschlossen, an der Rückseite der eisernen Schwingungsplatte befestigt war. Das Batteriekabel endete in einem doppelpoligen unverwechselbaren Stecker, der in die zugehörige Patrouillenbatterie von 3 bis 4 Elementen eingestöpselt wurde. Der Summer war ein einfacher Unterbrechungssummer (Wagnerscher Hammer) mit Funkenlöschkondensator; auf die Elektromagnetspulen war über die Primärwicklung von 1 Ohm die Sekundärwicklung von 200 Ohm gewickelt, so dass der Summerelektromagnet zugleich eine Sprechspule bildete. Die Einstellung des Summerkontakts erfolgte mit einem Vierkantschlüssel. Die Tasten waren einfache Knopftasten; absichtlich war für die Mikrofontaste keine bequemere Bauart gewählt worden, weil das Mikrofon nur in Ausnahmefällen gebraucht werden sollte, während als Hauptverkehrsform der Summerverkehr dienen sollte. Zum Transport wurde der Patrouillenapparat in ein lederbezogenes Blechfutteral gesteckt, das vom Reiter bequem auf dem Rücken getragen wurde, während er die zugehörige Patrouillenbatterie an der Koppel trug. 
Der Patrouillenapparat wurde damals auch in Ostasien, Ozeanien (Deutsche Schutzgebiete in der Südsee) und Deutsch-Südwestafrika eingesetzt. Beanstandet wurde das häufige Aussetzen des Summers beim Nachlassen der Batteriespannung und die mäßige Mikrofonwirkung. Der Patrouillenapparat wurde 1904/05 teils durch den Armeefernsprecher, teils durch den Feldfernsprecher ersetzt.